# جورجان جانسون
جورجان جانسون (انگلیسی: Georgann Johnson؛ زادهٔ ۱۵ اوت ۱۹۲۶ - درگذشته ۴ ژوئن ۲۰۱۸) یک هنرپیشه اهل ایالات متحده آمریکا بود. وی بین سال‌های ۱۹۵۳ تا ۲۰۰۱ میلادی فعالیت می‌کرد.
از فیلم‌ها یا برنامه‌های تلویزیونی که وی در آن نقش داشته‌است می‌توان به پزشک دهکده در نقش الیزابت کویین (مارد دکتر مایک)، پدری، قرار ملاقات دو ناشناس، عشق مورفی، روز بعد، سلامت، جبهه، کابوی نیمه‌شب، کوئیک‌سیلور و… اشاره کرد.

## درگذشت
در ۴ ژوئن ۲۰۱۸ جورجان جانسون در لس آنجلس در سن ۹۱ سالگی در گذشت. وی با وجود کمک‌های ۴ فرزند و ۳ نوه، توانست تا آن موقع به زندگی خود ادامه بدهد.